# Анжель де ла Барт
Анжель де ла Барт (фр. Angéle de la Barthe, ок. 1230—1275) — дворянка, была обвинена в колдовстве, в котором призналась под пытками. Была приговорена к смерти и сожжена заживо инквизицией в 1275 году. В Тулузе не сохранилось протоколов суда над ней, и историки подвергают сомнению правдивость этой истории. Предположительно была женщиной из французского города Тулузы, которую судили за колдовство и приговорили к смертной казни инквизицией в 1275 году. В народе её часто изображали как первого человека, которого казнили за еретическое колдовство во время средневековых преследований ведьм. Недавние исследования доказали, что её история и судебный процесс были сфабрикованы писателем XV века.

## История
Согласно отчету о её процессе, Анжель де ла Барт была обвинена инквизитором Хьюзом де Бениолем (верховным главой Тулузской инквизиции) в том, что она имела половую связь с Дьяволом и родила за семь лет до этого в возрасте 53 лет чудовище с волчьей головой и змеиным хвостом. Единственная пища чудовища состояла из младенцев, которых либо Анжель де ла Барт самостоятельно убивала, либо выкапывала из могил на отдалённых церковных дворах. Она призналась, что кормила его младенцами в течение двух лет, до того, как чудовище сбежало посреди ночи. Она также хвасталась тем, что торговалась с демоном и постоянно была на шабашах. Хьюз Де Ла Бениольс не проверял, в действительности ли за два года исчезло большое количество младенцев. Анжель де ла Барт была признана виновной и сожжена заживо на площади Святого Стефана в Тулузе.

## Наследие
Современные учёные ставят под сомнение правдивость истории Анжель де ла Барт, поскольку в тогдашних Тулузских архивах нет никаких упоминаний о её суде. Кроме того, в 1275 году съезд с демонами ещё не считался преступлением, в конечном счете, хроника XV века, из которой происходит её история, считается вымышленной.

## Память
- Внесена в Этаж наследия.